# Historisk metode til kildeidentifikation
Historisk metode til kildeidentifikation er at kunne identificere en kilde og en af grundstenene i videnskabeligt historisk arbejde. Det er en metode der har eksisteret siden historismens opkomst 1850'ernes Tyskland.
Selve kildeidentifikationen er en del af den praksis, der kommer til at danne ramme for hvad der i normal tale hedder historisk metode
Metoden til at identificere en kilde er derfor en ganske vigtig disciplin indenfor historiefaget. Én metode er 5 punktsmodellen, der indeholder 5 forskellige overvejelser, der bør tages i forbindelse med identifikation af en given historisk tekst.

## Fem punkts modellen
- Hvad er det for en tekst?
- Hvem har skrevet teksten?
- Hvornår er teksten skrevet?
- Hvor er teksten skrevet?
- Hvorfor er teksten skrevet?

Dette er en meget enkelt måde at opsætte teorien på. Denne metode er vidt anerkendt, da det rent analytisk er nemmere at overskue de forskellige parametre, der gør sig gældende i henhold til teksten, da den ud fra de fem punkter, bliver nemmere at gennemskue og forstå i forbindelse med en bredere historisk opstilling.

## Anvendelse
Når en kilde skal anvendes skal man gennemgå de 5 punkter for at indsnævre, hvad dette er for en tekst. Der er forskellige måder at udtrykke sig på. For eksempel ville en tekst være skrevet på én måde hvis det var en dagbog der var tale om. En dagbog ville være rettet til forfatteren selv. Den pågældende tekst ville være skrevet på en anden måde, hvis den var udformet som et officielt brev, da vil den være være udformet til en anden person. Selve identifikationen af hvad det for en slags kilde, kan således findes ved at kigge på måden den er skrevet på. Hvis det er en nekrolog vil der som regel ikke stå noget negativt om den afdøde . Dog kan kilden også identificeres, hvis fundstedet af kilden inddrages i overvejelserne. En identifikation kan også findes hvis det ydermere inddrages, hvem den pågældende kilde eventuelt er rettet mod.
Ved kildeidentifikation er det vigtigt at identificere hvem forfatteren er, da det er ham/hende der har produceret kilden. Når forfatteren er identificeret, skal der tages hensyn til hvilke hensigter forfatteren har haft da teksten blev skrevet. Der vil være stor forskel på om det er en tale forfatteren holdt, eller om det er private noter. Dette gælder især hvis forfatteren er en historisk kendt person så som Saxo . Denne metode kan også hjælpe til at finde ud af hvorfor forfatteren har skrevet den, især hvis det gælder en tale til en nation.
En identifikation af kilden indebærer også, at det bestemmes hvornår kilden er skrevet. Dette er vigtigt for at vide hvornår den blev til og hvorfor. I mange kilder findes der en dato-notits, men dette kan man ikke altid stole på, da forfatteren sagtens kan have frem eller tilbagedateret teksten. Et godt eksempel er Saxo der i sin Gesta Danorum beretter om hændelser og fiktive konger i fortiden. Hvis dette er sket må læseren selv forsøge at datere teksten ved at kigge på den måde hvorpå teksten er forfattet, håndskriften, den generelle tekniske udførelse af for eksempel brevet. Teksten kan også dateres ved at analysere indholdet.
Hvor teksten er blevet til er også vigtigt. Det kan påvirke kilden hvis forfatteren har været et sted, hvor han/hun ikke har været i stand til at skrive præcis som man ville.
Når man har gjort sig alle disse overvejelser for at forstå hvad kilden er, hvor den kommer fra og hvorfor den er skrevet, kan man begynde at fortolke den. Dette kan blandt andet gå ud på at finde ud af hvem der skulle modtage kilden. For at kunne fortolke kilden skal man kunne læse skriften (dette er især gældende for gamle kilder), forstå ordene i teksten (igen gældende for gamle kilder) og man skal kunne forstå tekstens virkelighedsreferencer.